# 独立大街

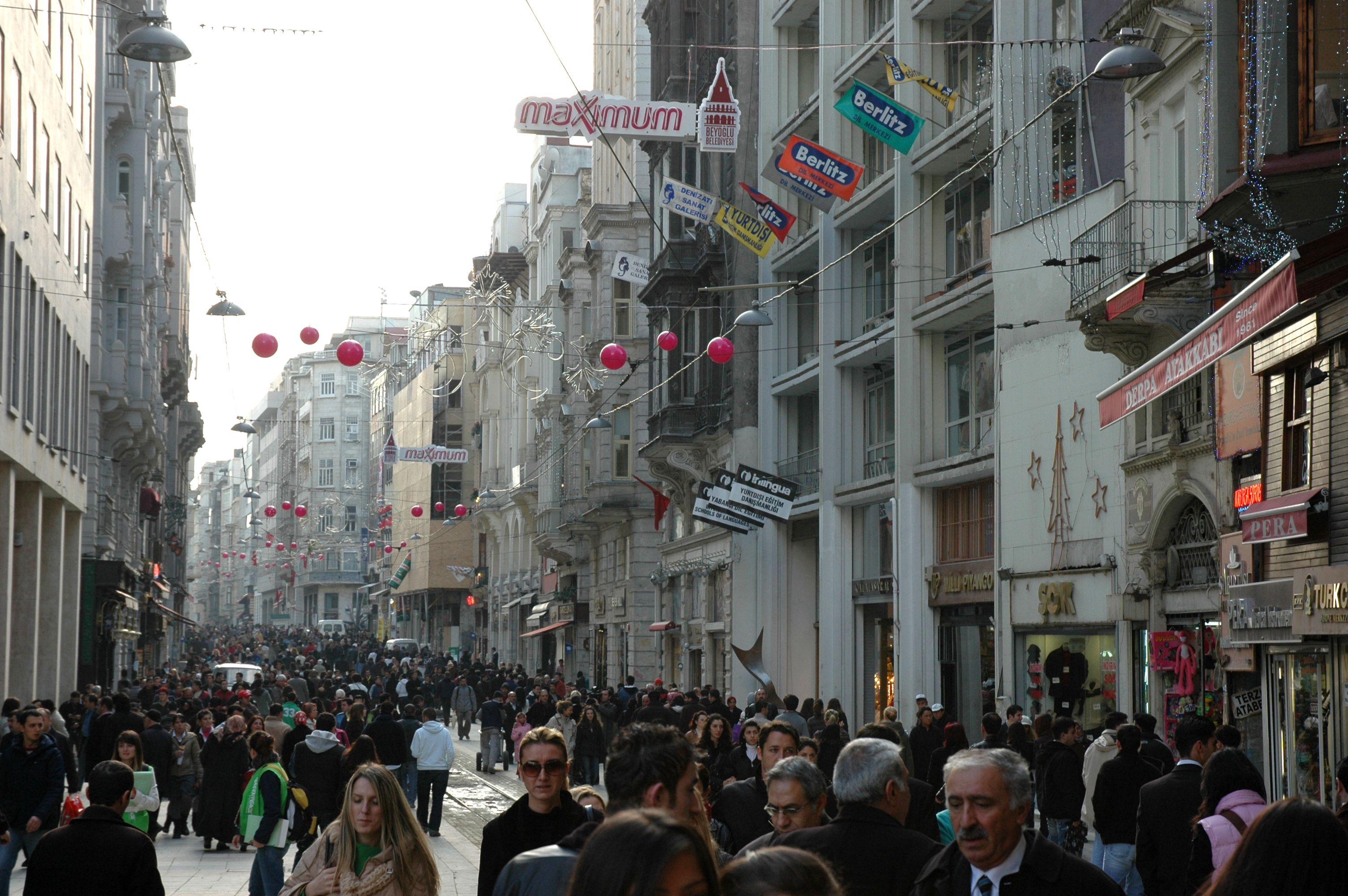
独立大街

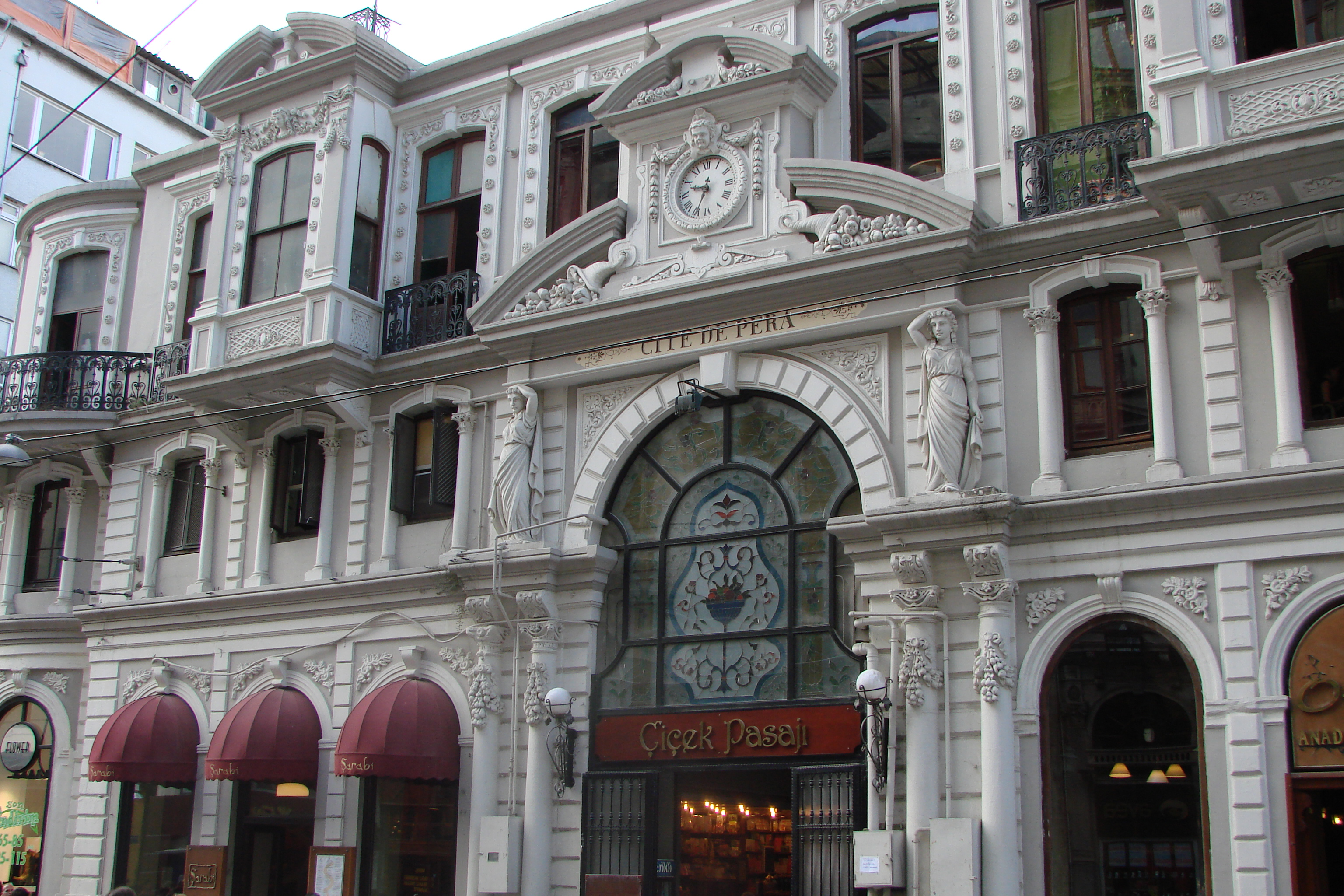
齐切克帕塞基餐厅

独立大街（土耳其語：İstiklâl Caddesi）是土耳其伊斯坦布尔最有名的街道之一，周末一天有近300万人访问。独立大街位于历史悠久的贝伊奥卢区（Beyoğlu），是一条优雅的步行街，大约3公里长，沿街有精美的精品店、音乐商店、书店、美术馆、电影院、剧院、图书馆、咖啡厅、酒吧、开音乐会的夜总会、古老的糕点铺、巧克力店和餐馆。这条大街被独特的希腊建筑所包围，始于加拉塔桥塔附近的中世纪热那亚社区，结束于塔克西姆广场（Taksim Meydanı）。
加拉塔萨雷广场大约位于大街的中心，拥有在奥斯曼帝国时期成立的土耳其最优秀的教育机构之一，最初名为加拉塔宫帝国学校（Galata Sarayı Enderun-u Hümayunu），今天称为加拉塔萨雷学校（Galatasaray Lisesi）。
在大街末端古老的卡拉柯伊区（Karaköy），可以看到世界上第二古老的地铁站，一般简称为杜乃尔（隧道），1875年投入使用。此外，伊斯坦布尔德国中学（德语Deutsche Schule Istanbul，土耳其语Özel Alman Lisesi）也位于杜乃尔附近。 
这条大街两旁排列着具有历史和政治意义的建筑物，诸如齐切克帕塞基餐厅（Çiçek Pasajı），里面有许多小餐馆和小酒馆；鱼市场（Balık Pazarı），罗马天主教的圣玛丽亚教堂和帕多瓦的圣安多尼主教座堂，希腊正教圣三一教堂（Haghia Triada），亚美尼亚教会，几座犹太会堂、清真寺，奥地利、法国、德国和意大利等欧洲国家在19世纪初建立的学术机构，法国、希腊、俄罗斯、西班牙、瑞典、荷兰和英国等国的领事馆（1923年以前为大使馆）。
奥斯曼帝国时期，这条街称为大街（Cadde-i Kebir），是奥斯曼帝国知识分子喜欢去的地方，也是欧洲侨民的中心，他们称之为Grande Rue de Péra。19世纪的旅行者将君士坦丁堡（今伊斯坦布尔）称为“东方巴黎”，指的就是 Grande Rue de Péra 及其半欧半亚文化。1923年10月29日，共和国政府宣布将这条街改名为独立大街，以纪念土耳其独立战争的胜利。
独立大街曾两度发生爆炸案，一次是在2016年3月，有5人死亡，36人受伤；另一次是在2022年11月，8人死亡，81人受伤。